# Falk Willis
Falk Willis (* 12. April 1970 in München) ist ein deutscher Jazzschlagzeuger.

## Leben und Wirken
Willis ist als Drummer zunächst Autodidakt, absolvierte aber Meisterkurse bei Tony Williams, Herbie Hancock und Miroslav Vitouš sowie Workshops bei Bud Shank. Von 1988 bis 1991 war er Mitglied des Bundesjazzorchesters. Daneben spielte er in Peter Herbolzheimers regulärer Band und mit Bobby Shew, Herb Geller, Harvie Swartz und Till Brönner. Seit 1991 lebte er teilweise in New York City, wo er an der New School studierte und Unterricht bei Ralph Peterson, Adam Nussbaum und Joe Chambers nahm.
Er arbeitete auf internationalen Tourneen mit Dewey Redman, Gary Thomas, Charlie Mariano, Eddie Henderson oder Lee Konitz und wurde 1993 Mitglied von Klaus Doldingers Passport,  Weiterhin arbeitete er mit Wolfgang Lackerschmid, Adrian Mears, Peter O’Mara, Patrick Scales und Johannes Enders. Anschließend ging er mit seinem Projekt „A Fine Mess“ auf Tournee. Willis spielte auch mit Jacky Terrasson, Vincent Herring oder Nils Petter Molvær.
Mit seinem Trio gewann Willis 1993 den europäischen Jazzwettbewerb auf den Leverkusener Jazztagen. 1991 war er der Sieger beim Internationalen Österreichischen Jazzwettbewerb.
Seit 2012 produziert er mit seiner in New York City basierten Firma Jazz Heaven Lehrvideos mit Stars der amerikanischen Jazzszene.

## Diskographische Hinweise
- Schoolwork (mit Dewey Redman, Ethan Iverson, Johannes Weidenmüller, 1993)
- Symmetry (mit Peter O’Mara, Bob Mintzer, Marc Johnson)
- Scalesenders, This And More (mit Johannes Enders, Martin Scales), Ed. Collage (1994)
- Trio Impossible (mit Johannes Enders, Tony Scheer, 1997)
- Scales Brothers, Our House, (mit Martin Scales, Patrick Scales) Enja (1997)

## Lexigraphischer Eintrag
- Martin Kunzler: Jazz-Lexikon. Band 2: M–Z (= rororo-Sachbuch. Bd. 16513). 2. Auflage. Rowohlt, Reinbek bei Hamburg 2004, ISBN 3-499-16513-9.